# Mielisholm
Mielisholm eller Holmo (finska: Mielisholma) är en ö i Pargas sydöstra del, cirka 10 km från centrum. En vägfärja över Våno sund förbinder ön med Våno på Stortervolandet, som har fast vägförbindelse till Ålön (Pargas huvudö) och vidare till fastlandet. Åt andra hållet leder vägen till Attu, Jermo och Sorpo. Gyltan skiljer Mielisholm från Lemlaxön i norr, Pemarfjärden från Sagu i nordost och Kimitoön i öster.
I tidigare dokument anges istället namnen Michilsholm, Mickelsholm eller Mielisholm m.fl. Under en viss period benämndes byn enbart Holmo som också används än idag. Namnet på ön har olika tolkningar. Enligt en version har det fråga om det finska mansnamnet Mieli som namngett ön. Enligt en annan version härstammar namnet från ordet Mickel som i forntid haft betydelsen för den höga/stora ön i betydelsen väg/sjömärke.
På Mielisholm finns såväl fast bosättning som en mängd sommarstugor. 

## Historia

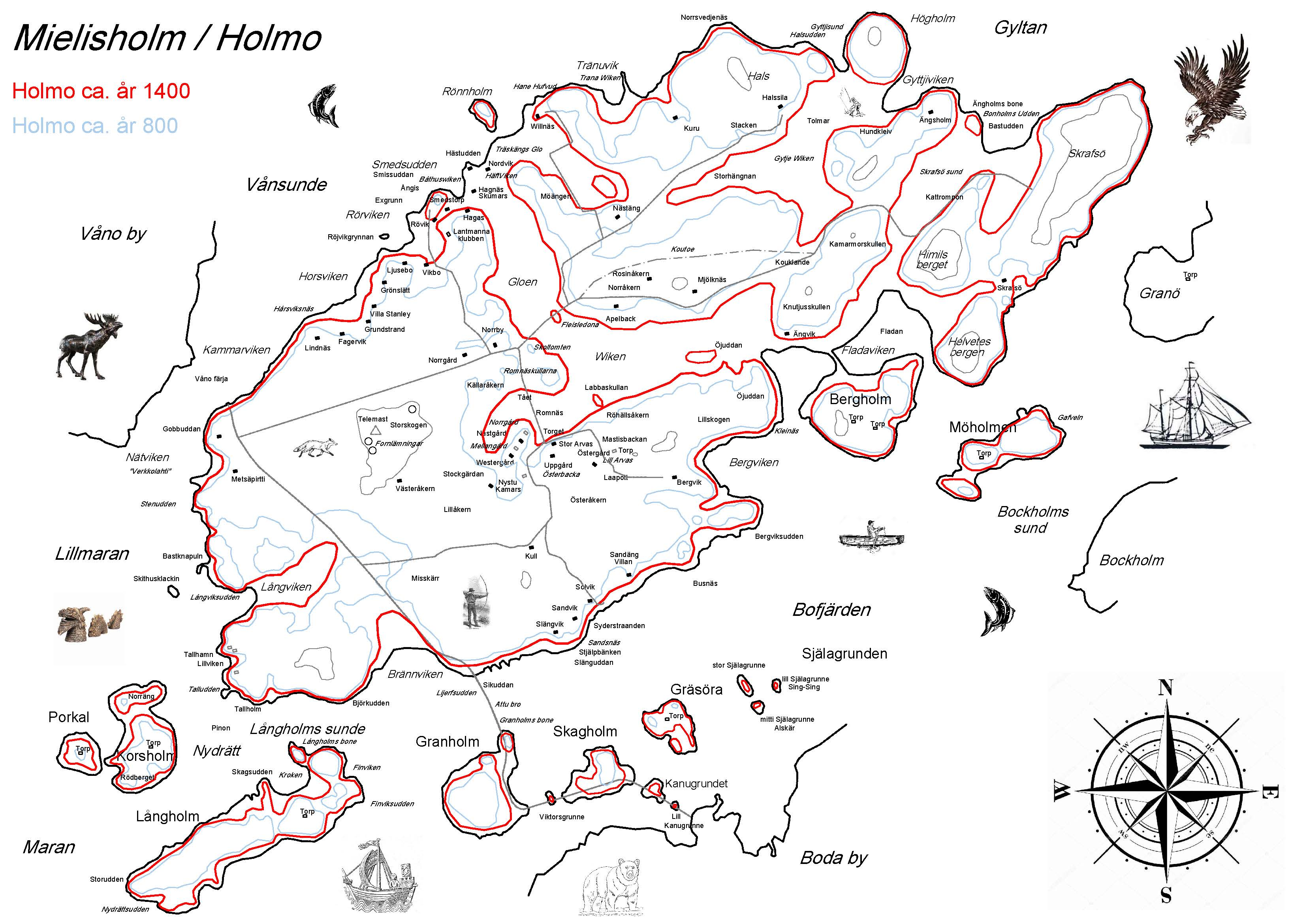

Första gången Holmo dyker upp i historiska källor är då Olof Finvedsson, fogde på Kastelholm, som tydligen innehade mark på Holmo, år 1410 sålde 13½ alnar Holmojord för 69 mark och 6 öre till Magnus Torstensson Diekne. I originaldokumentet kan man urskilja texten "halff fiortondehl alen jord i Parghasa Sokn lighande i Michiels holm".
I Gustav Vasas jordebok från år 1540 nämns 8 hemman på Michilsholm. Från år 1589 finns en beskrivning att alla gårdar är lika stora. Antalet stänger är ett jämförelsetal som anger andelen av byns totala skatt som kommer på respektive gårds konto. Holmo är en gammal s.k. kärn-by omfattande 24 stänger.
År 1606 på långfredagen brändes hela Holmo by ned av anhängare till hertig Karl. Hertig Karl gjorde upp sina mellanhavanden med släkten Fleming, Karl Fleming och sönerna Johan Fleming och Olof Klasson. Hertig Karl lät sina män plundra och vandalisera områden som hade anhängare till släkten Fleming. I jordeboken kan man läsa "1606 longfredagen brendes hela gården att icke ett huus bleff på tompten". Flera bönder nämns här som "oförmögen", "brend" eller "brunnet av wådaedlh". Enligt lag från 1580 var det viktigt att anmäla om brand och skadegörelse för att kunna få nedsättning av skatter. Ur samtida dokument kan man läsa "Mikisholm boar haffua frijhet opa heele gården genom den orsaken att Kriigsfålcket hafuer them ifrån taget hwad the hafue". 
År 1620 nämns första gången namnet Holmo och gårdarna har nu fått namn, men är nu till antalet endast 6 st.
Den 20 maj 1648 fick kammarherren Erik Johansson Klöversköld Holmo i donation. Samtidigt donerades Boda och Heisala hemmanen till honom. Som en kort historia kan nämnas att Eriks son Aron Eriksson Klöversköld, hovjunkare hos änkedrottningen Hedvig Eleonora var bosatt på Heisala vid sin död år 1688 och är begravd i Pargas kyrka.

## Holmo Lantmannaklubb
Holmo Lantmannaklubb, som den första av sitt slag i landet höll sitt konstituerande möte i Westergård hemman den 16 oktober 1921. Idén till denna klubb kom från en 19-årig yngling Elis Westergård som under sin skolgång i Pargas Folkhögskola i Pjukala under rektor Aron Stenvalls ledning deltagit i diskussionsmöten varje vecka. Elis tog kontakt med Alfred Lindberg, bonde på Norrby hemman som lär uttryckt sig "Vet du, det där är inte så dumt, vi bildar en lantmannaklubb". Enligt stadgarna från mötet kunde envar som hade intresse för lantbruk antas som medlem och samtliga närvarande inskrevs som medlemmar, såväl kvinnor som män. 
Idag är klubben drygt 100-år gammal. Verksamheten har förändrats, många gånger om, den har överlevt ett världskrig och strukturförändringen  med EU, men dess grundläggande ideologi lever ännu kvar: Tillsammans är vi starkare!